# Opuntia stricta
Opuntia stricta je druh velkého kaktusu, který je endemický v subtropických a tropických pobřežních oblastech Ameriky, zejména v Karibiku.
Opuntia stricta je součástí seznamu 100 nejhorších invazních druhů světa.

## Popis

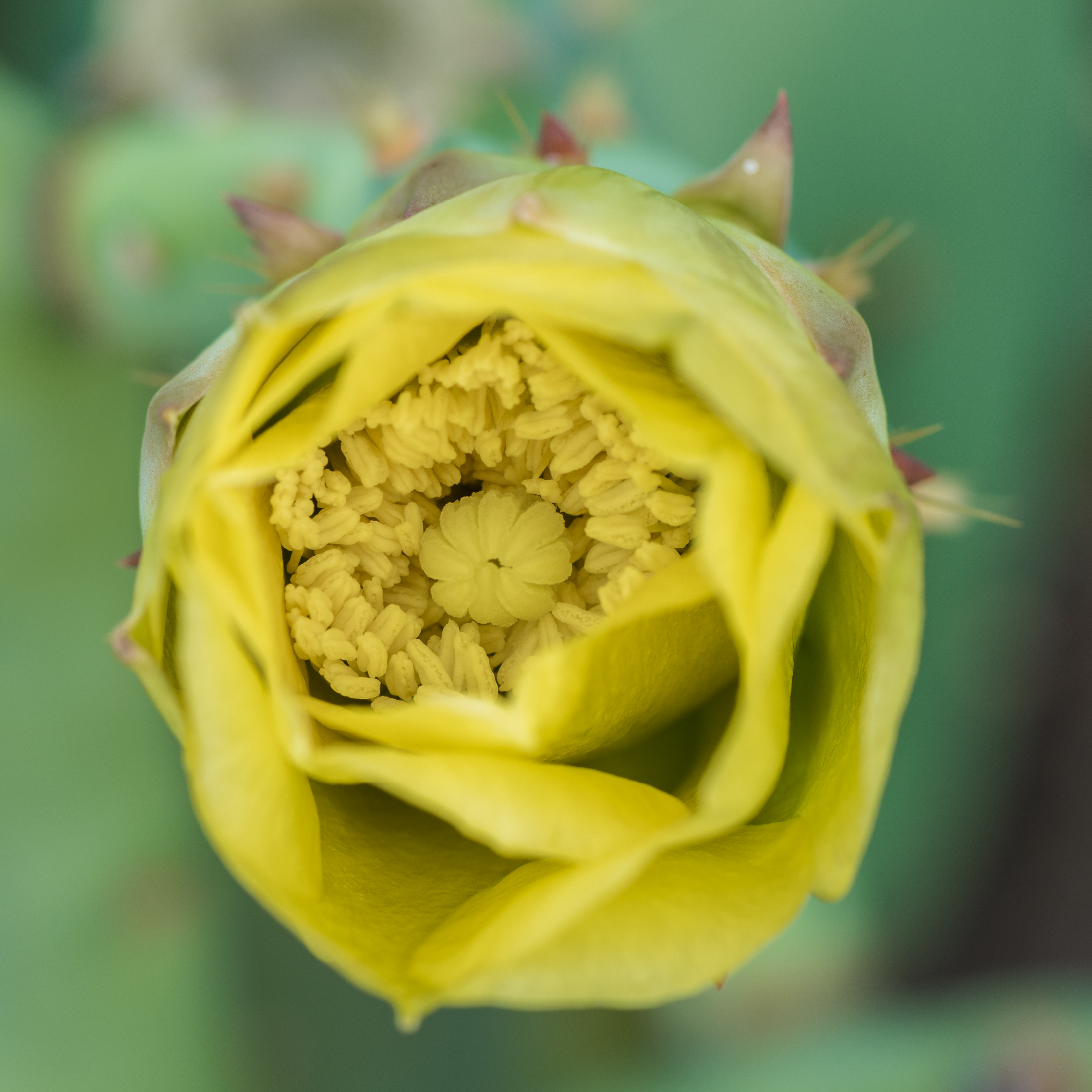
Detail květu

Opuntia stricta je keřovitá, vzpřímená rostlina, dosahující výšky až 2 metrů. Na jaře a v létě má citronově žluté květy, ze kterých se vyvíjejí purpurově červené plody. Rychle kolonizuje horké, otevřené prostředí s písčitými půdami. 
Segmenty lysé, zploštělé a měří 25 až 64 cm na délku a 15 až 64 cm na šířku. 
Žluté až žlutooranžové květy mají v průměru 10 až 15 cm. Purpurově červené hladké plody jsou 6,4 až 8, 9 cm dlouhé a pokryté spoustou glochidií. Obsahují 60 až 180 semen (která mohou zůstat životaschopná déle než 10 let). Plody mají v oblibě ptáci i savci, kteří tak přispívají k šíření této rostliny. 

## Rozšíření
Opuntia stricta se přirozeně vyskytuje na plážích a pobřežních písčinách Jižní Karolíny, Georgie, Floridy, Louisiany, podél pobřeží Mexického zálivu v Texasu, Mississippi a Alabamě ve Spojených státech. Dále na Bermudách, v Karibiku, východním Mexiku a Střední Americe a dále v severní části Jižní Ameriky (ve Venezuele a Ekvádoru). O. stricta je hlavní složkou podrostu suchých lesů na Bahamách a ostrovech Turks a Caicos.

## Invazní druh

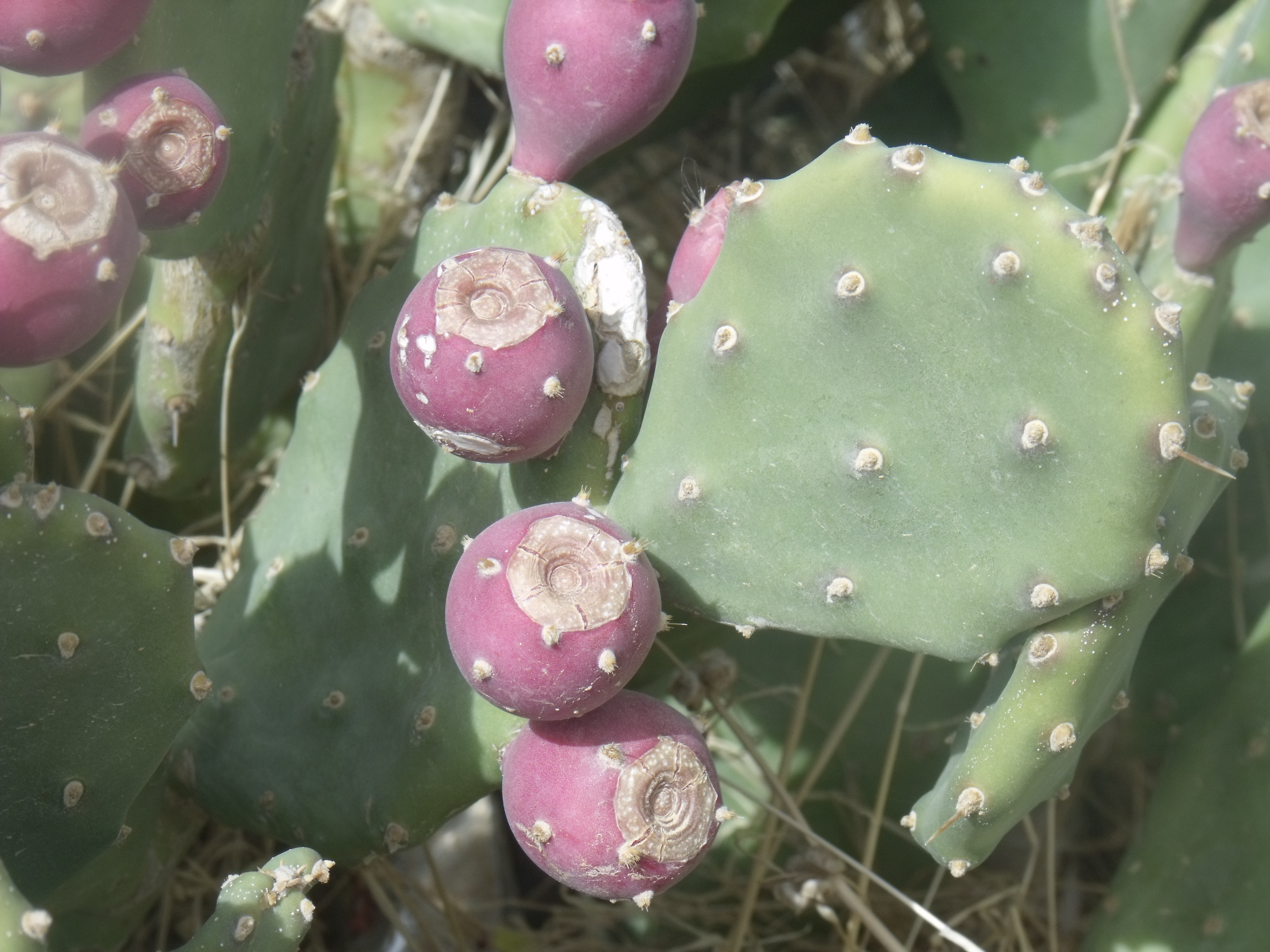
Plody

Opuntia stricta je vedena v seznamu 100 nejhorších invazních druhů světa. Byla zavlečena do jiných částí světa - Afriky (včetně Madagaskaru), Austrálie a jižní Asie. 